# コアホウドリ
コアホウドリ（小阿呆鳥、小信天翁、Diomedea immutabilis）は、ミズナギドリ目アホウドリ科アホウドリ属に分類される鳥類。

## 分布
北太平洋。
夏季はベーリング海やアラスカ湾、アリューシャン列島周辺に渡り、冬季になるとハワイ諸島、クラリオン島、ミッドウェー島で繁殖する。日本では小笠原諸島の聟島、聟島の属島の聟島鳥島、嫁島で繁殖が確認されている。

## 形態
全長80cm (79-81cm) 、翼開長199cm (195-203cm) 、体重2.3-2.8kg。アホウドリより小さい。雌雄同色で、頭部から体の下面にかけては白く、体上面は黒褐色の羽毛で覆われる。眼先から耳羽（耳孔を覆う羽毛）にかけて黒い。腰から上尾筒は白くて、尾羽の先は黒褐色。翼上面は黒褐色で、翼下面は白いが外縁は黒褐色で太く囲まれ一部に斑がある。
嘴の色彩はピンク色で、先端は青みがかった灰色。足はピンク色。
本種の若鳥や幼鳥の羽色は成鳥とあまり変わらず、嘴の色彩が灰色がかっているぐらいであり、種小名の immutabilis も不変を意味する。雛は全身が先端が白い黒褐色の羽毛で覆われる。

## 生態
繁殖期以外は海洋に生息する。
食性は動物食で、魚類、甲殻類、軟体動物などを食べる。
集団繁殖地（コロニー）を形成する。11-12月に飛来して、斜面に窪みを掘って周囲を盛り上げたり、窪みに小石や枯草を敷いた皿状の巣に、12月のうちに1個の卵を産む。卵は淡黄褐色で鈍端近くには褐色の小斑が密にあり、大きさは約10.1 × 6.8cm。雌雄交代で抱卵し、抱卵期間は約65日。足環標識から42年間を生きた個体の例がある。2018年には、最低67歳以上の雌(愛称ウィズダム：英語で知恵の意)がミッドウェー島で雛を孵した。この雌は1956年に推定5歳以上の時に抱卵中に足環をつけられた。通常は求愛行動に数年を費やし、8～9歳で番になるので、62歳をもっと上回ることも考えられる。この雌は2014－2015年の繁殖期にも産卵をしたが、2015年1月6日に卵が消失しているのが確認された。2016年においてもこの雌は雛を孵し、巣立ちまで育て上げた。この時点で推定65歳とされる。推定66歳とされる2016年12月現在、新たに抱卵中である。2018年1月にもミッドウェー島の営巣地に戻ってきた姿が映像に収められた。2021年12月10日には推定70歳の誕生日を迎えた。2022年も12月9日までに営巣地に戻ってきた

## 人間との関係

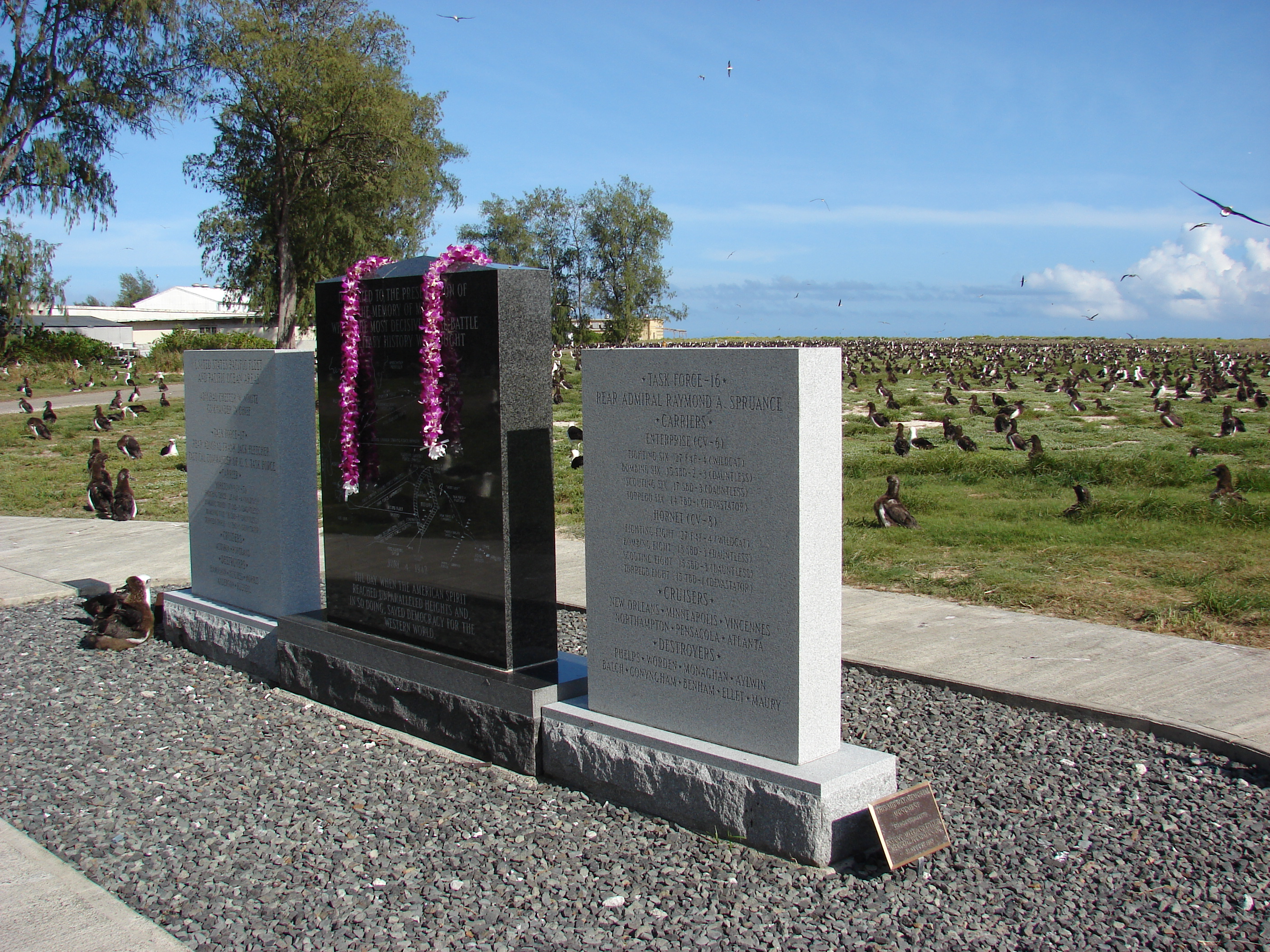
ミッドウェー海戦の慰霊碑の後ろで群れる、ミッドウェー島のコアホウドリ

繁殖地として知られる小笠原諸島の聟島属島の鳥島では、当初1976年2月に成鳥5羽が発見され、雛が1977年6月に確認された。
ミッドウェー島では空軍基地の電線や飛行機との衝突などにより生息数が減少している。また漁業による混獲などによる生息数の減少が懸念されている。

### 海洋汚染
ミッドウェイ諸島のコアホウドリは海面近くのイカなどを餌としているが、海洋汚染によって海面に浮かんでいるプラスチックを餌と間違えて飲み込むようになった。ヒナがいる親鳥は餌を吐き戻してヒナに与えるが、その際にプラスチックもヒナに与えている。そのため、ヒナの胃には消化できないプラスチックが詰まってゆく。胃の中のものを吐き戻せるようになるのは生後4ヶ月半ほどからであるため、異物を吐き戻せないヒナの死亡が多発している。写真家のクリス・ジョーダンは、プラスチックが体内にたまって死亡したヒナの写真を2009年から3年間にわたって撮影し、その数は数千羽にのぼる。ジョーダンによれば、その他に漁船の釣り針にかかって数千羽が死亡しているという。ジョーダンは「The Midway Project」としてKickstarterで資金を集め、ミッドウェイのコアホウドリについての映画『ALBATROSS』（2017年）を発表した。
絶滅危惧IB類 (EN)（環境省レッドリスト）

## 画像

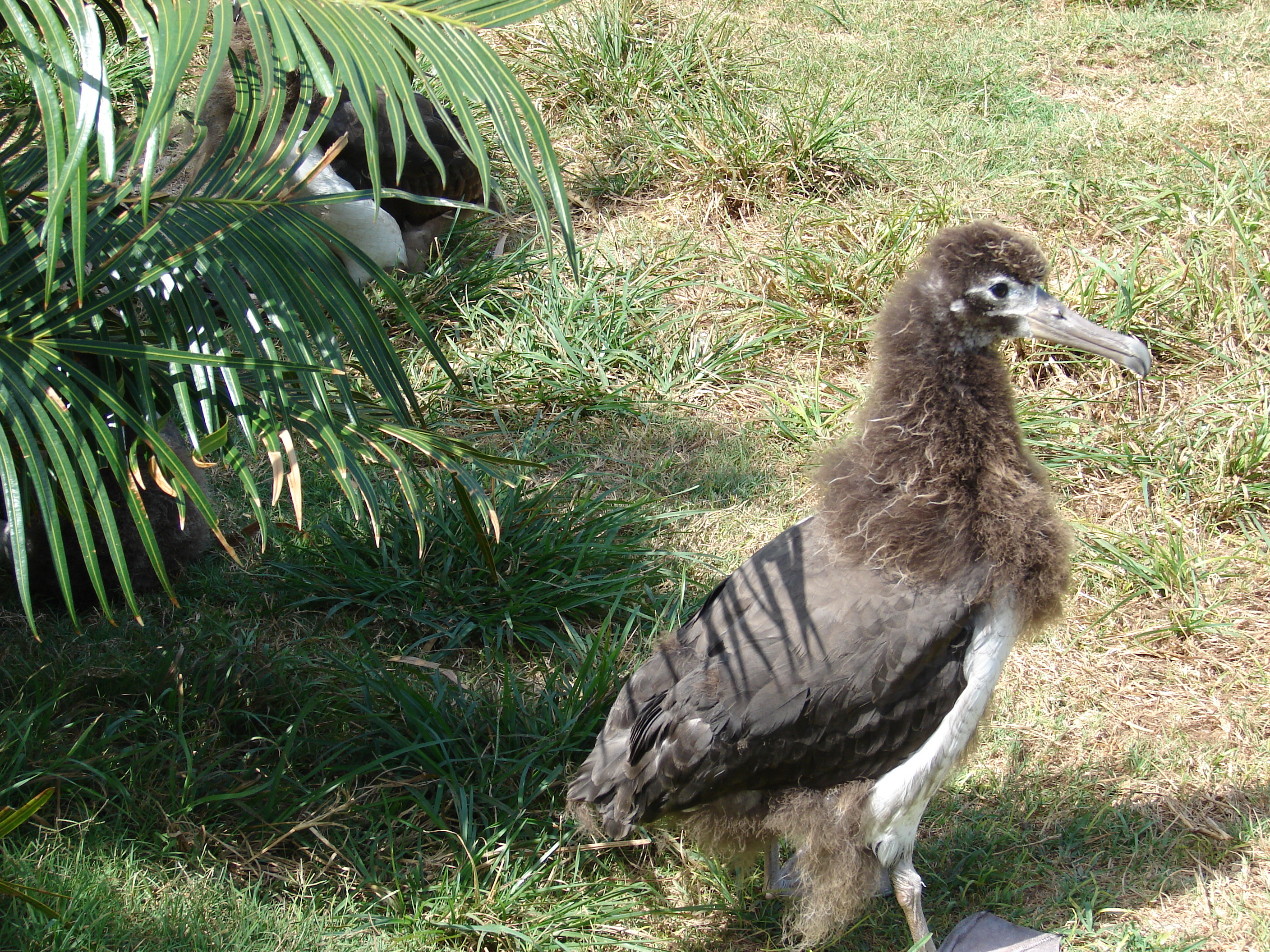
雛
飛翔する本種